# I Won't Be Home for Christmas (The Simpsons)
I Won't Be Home for Christmas é o nono episódio da vigésima sexta temporada do seriado de animação de comédia de situação The Simpsons, sendo exibido originalmente na noite de 7 de Dezembro de 2014 pela Fox Broadcasting Company (FOX) nos Estados Unidos. Este é o décimo sétimo episódio especial de Natal da série.

## Enredo
Marge expulsa Homer de casa depois que Moe convence-o a ficar em seu bar durante toda a noite da véspera de Natal. Deprimido, Homer toma uma caminhada solitária através de Springfield, em vez de estar com sua família.

## Recepção

### Audiência
O episódio foi visto em sua exibição original por 6,52 milhões de telespectadores, recebendo uma quota de 2,9/8 na demográfica de idades 18-49. Apresentou um aumento de 3,07 milhões de pessoas com relação ao episódio anterior, Covercraft. O show foi o mais visto da FOX naquela noite.

### Crítica
Dennis Perkins, do The A.V. Club, deu ao episódio uma classificação B-, dizendo que "o primeiro episódio da série foi de Natal. Ele foi ao ar há 25 anos. "I Won't Be Home for Christmas" é sobre como o afeto do primeiro episódio é instrutivo. Os encantos irregulares de Simpsons Roasting on an Open Fire foram o resultado desigual de um show que não sabia o que era. O prazer moderado a ser adquirido a partir do episódio desta semana vem de um show tentando torcer um pouco do coração e rir de um quarto de século bem trilhado.

## Ligações Externas
- "I Won't Be Home for Christmas" (em inglês) no IMDb
- "I Won't Be Home for Christmas" (em inglês) no TV.com